# Uriopha ios
Uriopha ios är en ormstjärneart som beskrevs av William Paterson 1980. Uriopha ios ingår i släktet Uriopha och familjen fransormstjärnor. Inga underarter finns listade i Catalogue of Life.